# جوزيف كورتيزي
جوزيف كورتيزي (بالإنجليزية: Joseph Cortese)‏ مواليد 22 فبراير 1948 في باترسون، الولايات المتحدة، هو ممثل أمريكي بدأ مسيرته الفنية سنة 1973.

## الأعمال

### أفلام
- التاريخ الأمريكي إكس (1998) (بدور: راسموسن)

### مسلسلات
- هانتر (1986) (بدور: ماركو بروكو)
- المحيط الهادي الأزرق (1996) (بدور: جين سافاج)
- لاس فيغاس (2005)
- بونز (2006) (بدور: لو ماكي)
- فيلادلفيا دائما مشمسة (2007)
- ذا قود قايز 2010 (2010) (بدور: جيمي نيكولز)
- إدراك حسي (2014)
- المستشفى العام (2015)

## روابط خارجية
- جوزيف كورتيزي على موقع IMDb (الإنجليزية)
- جوزيف كورتيزي على موقع قاعدة بيانات الفيلم (الإنجليزية)